# Terminalia yapacana
Terminalia yapacana är en tvåhjärtbladig växtart som beskrevs av Bassett Maguire. Terminalia yapacana ingår i släktet Terminalia och familjen Combretaceae. Inga underarter finns listade i Catalogue of Life.